# 無性芽
無性芽 (むせいが)とは、無性芽植物体の一部が本体から離れて，新しい個体(構造)なるように分化してなった物。又は植物体の組織の一部または細胞が繁殖するための器官で、母体から離れて新個体となるもの。
主にコケ植物のものをいい、ゼニゴケでは葉状体の表面にできる無性芽器の中につくられる。
広義には、むかごなども含めていう。
| サブスタブ | この項目は、まだ閲覧者の調べものの参照としては役立たない、書きかけの項目です。この項目を加筆・訂正などしてくださる協力者を求めています。このテンプレートは分野別のサブスタブテンプレートやスタブテンプレート（Wikipedia:分野別のスタブテンプレート参照）に変更することが望まれています。 |